# Joachim Ernst van Anhalt (1536-1586)
Joachim Ernst van Anhalt (Dessau, 20 oktober 1536 - aldaar, 6 december 1586) was van 1551 tot 1570 vorst van Anhalt-Zerbst, van 1553 tot 1570 vorst van Anhalt-Plötzkau, van 1561 tot 1570 vorst van Anhalt-Dessau, van 1562 tot 1570 vorst van Anhalt-Köthen en van 1570 tot aan zijn dood vorst van Anhalt. Hij behoorde tot het huis Ascaniërs

## Levensloop
Joachim Ernst was de tweede zoon van vorst Johan IV van Anhalt-Zerbst en diens tweede echtgenote Margaretha, dochter van keurvorst Joachim I Nestor van Brandenburg. Onder het toezicht van zijn vader kreeg hij een grondige opleiding. In 1549 studeerde hij aan de Universiteit van Wittenberg. Ook vocht hij in de militaire dienst van Spanje. Tijdens de Frans-Spaanse Oorlog nam hij deel aan de veldtocht van Günther XLI van Schwarzburg-Arnstadt en aan de Slag bij Saint-Quentin van 1557.
Na de dood van zijn vader in 1551 werd Joachim Ernst samen met zijn oudere broer Karel en zijn jongere broer Bernhard VII vorst van Anhalt-Zerbst. Wegens hun minderjarigheid werden de drie broers onder het regentschap van hun ooms George III van Anhalt-Plötzkau en Joachim van Anhalt-Dessau geplaatst. Later resideerde Joachim Ernst in Roßlau, Bernhard VII in Dessau en Karel in Zerbst.
Joachim Ernst wist zijn gebied uit te breiden: in 1553 erfde hij van zijn oom George III Anhalt-Plötzkau, in 1561 erfde hij Anhalt-Dessau van zijn oom Joachim en na het abdiceren van zijn oom Wolfgang verwierf hij Anhalt-Köthen. Na het overlijden van hun broer Karel in 1561, besloten Joachim Ernst en zijn broer Bernhard VII in 1562 hun domeinen onderling te verdelen. Hierbij kreeg hij het bezit over Bernburg, Köthen, Sandersleben, Freckleben, Hoym, Ballenstedt, Harzgerode en Güntersberge. Na het overlijden van zijn broer Bernhard VII in 1570 herenigde Joachim Ernst het vorstendom Anhalt, waarna hij zijn residentie naar Dessau verlegde.
Joachim Ernst gold als een typische Renaissancevorst die veelzijdig begaafd was en kunst en cultuur promootte. Hij stuurde zijn zonen op jarenlange opleidingsreizen. Het was tijdens zijn regeerperiode dat zijn domeinen met een groeiende schuldenlast te kampen kregen. Aan zijn hof in Dessau hield hij ridderspelen en in 1572 voerde hij een landsverordening door in zijn domeinen. In 1582 stichtte hij het Gymnasium Illustre van Zerbst. 
In december 1586 stierf hij op 50-jarige leeftijd. Ondanks dat hij het eerstgeboorterecht ingevoerd had, werd hij als vorst van Anhalt opgevolgd door zijn zeven zonen. In 1603 verdeelden zijn vijf overlevende zonen Anhalt onderling.

## Huwelijken en nakomelingen
Op 5 maart 1560 huwde hij met zijn eerste echtgenote Agnes (1540-1569), dochter van graaf Wolfgang I van Barby. Ze kregen zes kinderen:
- Anna Maria (1561-1605), huwde in 1577 met hertog Joachim Frederik van Brieg
- Agnes (1562-1564)
- Elisabeth (1563-1607), huwde in 1577 met keurvorst Johan George van Brandenburg
- Sybilla (1564-1614), huwde in 1581 met hertog Frederik I van Württemberg
- Johan George I (1567-1618), vorst van Anhalt en Anhalt-Dessau
- Christiaan I (1568-1630), vorst van Anhalt en Anhalt-Bernburg

Op 9 januari 1571 huwde hij met zijn tweede echtgenote Eleonora (1552-1618), dochter van hertog Christoffel van Württemberg. Ze kregen tien kinderen:
- Bernhard (1571-1596), vorst van Anhalt en officier van de Oppersaksische Kreits
- Agnes Hedwig (1573-1616), huwde eerst in 1586 met keurvorst August van Saksen en daarna in 1588 met hertog Johan van Sleeswijk-Holstein-Sonderburg
- Dorothea Maria (1574-1617), huwde in 1593 met hertog Johan III van Saksen-Weimar
- August (1575-1653), vorst van Anhalt en Anhalt-Plötzkau
- Rudolf (1576-1621), vorst van Anhalt en Anhalt-Zerbst
- Johan Ernst (1578-1601), vorst van Anhalt
- Lodewijk I (1579-1650), vorst van Anhalt en Anhalt-Köthen
- Sabina (1580-1599)
- Joachim Christoffel (1582-1583)
- Anna Sophia (1584-1652), huwde in 1613 met graaf Karel Günther van Schwarzburg-Rudolstadt